# Ligne de tramway 3 (SNCV Groupe de Tournai)
Pour les articles homonymes, voir Ligne 3.
La ligne 3 est une ancienne ligne de tramway du Groupe de Tournai de la Société nationale des chemins de fer vicinaux (SNCV) qui a fonctionné entre le 6 septembre 1932 et le 19 mai 1940.

## Histoire

### Tournai Station-État - Cimetière du Sud
Au cours de l'année 1932, la Société nationale des chemins de fer vicinaux (SNCV) termine les travaux d'électrification de la ligne 404A Tournai - Hertain et de la section Tournai Station-État - Kain Station de la ligne 402 pour y établir un service urbain. Elle continue en parallèle les travaux pour créer une nouvelle section (capital 95) entre la rue Royale (carrefour avec la rue du Becquerelle) et le cimetière du Sud par le pont Notre-Dame, la place des Accacias (Paul-Émile Janson) et le beffroi qu'utilisera la future ligne urbaine de Kain avec un embranchement entre le beffroi et la ligne 404A sur la Grand-Place pour établir une seconde ligne urbaine,.
Après des essais fructueux menés le 5 septembre 1932, la SNCV met en service le lendemain la première ligne urbaine entre Kain Station et la Grand-Place de Tournai en utilisant dans le centre-ville les voies de la ligne 404A par le pont de Fer, les travaux de la nouvelle section n'étant pas encore terminés.Le 31 décembre 1932, les travaux de la nouvelle section étant terminés, la ligne est déviée entre la rue Royale et la Grand-Place et prolongée jusqu'au cimetière du Sud tandis que la seconde ligne urbaine est mise en service entre la gare et la Grand-Place, les deux lignes sont exploitées à la demi-heure avec un passage toutes les quinze minutes entre la gare et la Grand-Place par le pont Notre-Dame. Les voies de la ligne 399 sur boulevard Bara entre la porte de Lille et la porte Saint-Martin sont également électrifiées et un raccordement est créé depuis le boulevard Bara vers l'avenue Montgomery.

### Kain l'Alouette - Tournai Cimetière du Sud
Le 5 février 1933, la ligne se voit attribuer l'indice K puis le 14 mai, elle est prolongée de Kain La Tombe au Mont de la Trinité (l'Alouette) par l'électrification de cette section de la ligne 402, la plupart des services de la ligne 402 y sont alors limités avec correspondance sur la ligne électrique de et vers la gare de Tournai,.
En 1936, la ligne se voit attribuer l'indice 3.

### Suppression
La destruction le 19 mai 1940 du pont Notre-Dame entraine la suppression des deux lignes urbaines 3 et 5 et l'abandon des sections Tournai Rue Royale (carrefour avec la rue du Becquerelle) - Cimetière du Sud et Tournai Grand-Place (beffroi) - Porte de Lille. La ligne n'est pas remise en service après-guerre mais le 27 avril 1952, une ligne d'autobus sous le même indice est mise en service en remplacement.

## Infrastructure

### Dépôts et stations
Kain l'Alouette.
Autres dépôts utilisés par la ligne situés sur le reste du groupe : Tournai.

## Exploitation

### Horaires
Tableaux :
- 401B en 1933, numéro partagé avec la ligne T (401A) Tournai Station-État - Toufflers Douane[4].